# Teklîne, Smila
Teklîne (în ucraineană Теклине) este un sat în comuna Balaklia din raionul Smila, regiunea Cerkasî, Ucraina.

## Demografie
Componența lingvistică a localității Teklîne
     Ucraineană (97,69%)
     Rusă (1,82%)
     Alte limbi (0,33%)
Conform recensământului din 2001, majoritatea populației localității Teklîne era vorbitoare de ucraineană (97,69%), existând în minoritate și vorbitori de rusă (1,82%).